# Ponthieva hameri
Ponthieva hameri är en orkidéart som beskrevs av Robert Louis Dressler. Ponthieva hameri ingår i släktet Ponthieva och familjen orkidéer.
Artens utbredningsområde är El Salvador. Inga underarter finns listade i Catalogue of Life.